# ChouCho
ChouCho (ちょうちょ, Chōcho, "papillon"), née un 21 juin à Suita dans la préfecture d'Osaka, est une chanteuse japonaise.

## Histoire
Elle se fait connaître en postant des vidéos de cover sur le site de partage de vidéos Nico Nico Douga.
Plusieurs de ses titres ont été utilisés comme générique d'anime:
- Kawaru Mirai a été utilisé comme opening de Kami-sama no Memo-chō ;
- Authentic Symphony a été utilisé comme opening de Mashiroiro Symphony : The color of lovers.
- Yasashisa no Riyū a été utilisé comme opening de Hyouka.
- DreamRiser a été utilisé comme opening de Girls und Panzer.
- Sora to Kimi no Message a été utilisé comme ending de Suisei no gargantia.
- starlog a été utilisé comme opening de Fate/kaleid liner Prisma Illya.
- Ano Sora ni Kaeru Mirai de a été utilisé comme ending de Buddy Complex (en).
- Natsu no Hi to Kimi no Koe a été utilisé comme opening de Glasslip.

## Discographie

### Albums studio
- 2011 : Lapis
- 2012 : Flyleaf
- 2013 : Secretgarden

### Mini-album
- 2011 : Crystal Note

### Singles
- 2011 : Kawaru Mirai
- 2011 : Authentic symphony
- 2011 : Harmonia
- 2012 : Million of Bravery
- 2012 : Yasashisa no Riyū
- 2012 : DreamRiser
- 2013 : Sora to Kimi no Message
- 2013 : Starlog
- 2014 : Ano Sora ni Kaeru Mirai de
- 2014 : Natsu no Hi to Kimi no Koe